# Tobias Arlt
Tobias Arlt (* 2. Juni 1987 in Berchtesgaden) ist ein deutscher Rennrodler. 2014, 2018 sowie 2022 wurde er mit seinem Partner Tobias Wendl Doppelolympiasieger im Doppelsitzer sowie der Team-Staffel.
Er gewann fünfmal den Gesamtweltcup.

## Werdegang
Tobias Arlt ist Polizeihauptmeister bei der Bundespolizei. Er lebt in Bad Reichenhall, startet für den WSV Königssee und betreibt seit 1991 Rennrodeln. Mit Tobias Wendl fährt er Rennrodel-Doppelsitzer. 2005 und 2006 gewann das Doppel den Titel bei den Juniorenweltmeisterschaften. Zusätzlich gewannen sie 2004, 2005 und 2006 den Titel mit der Mannschaft. 2005/06 gewannen sie die Gesamtwertung des Juniorenweltcups, 2004/05 und 2006/07 belegten sie den zweiten Rang.

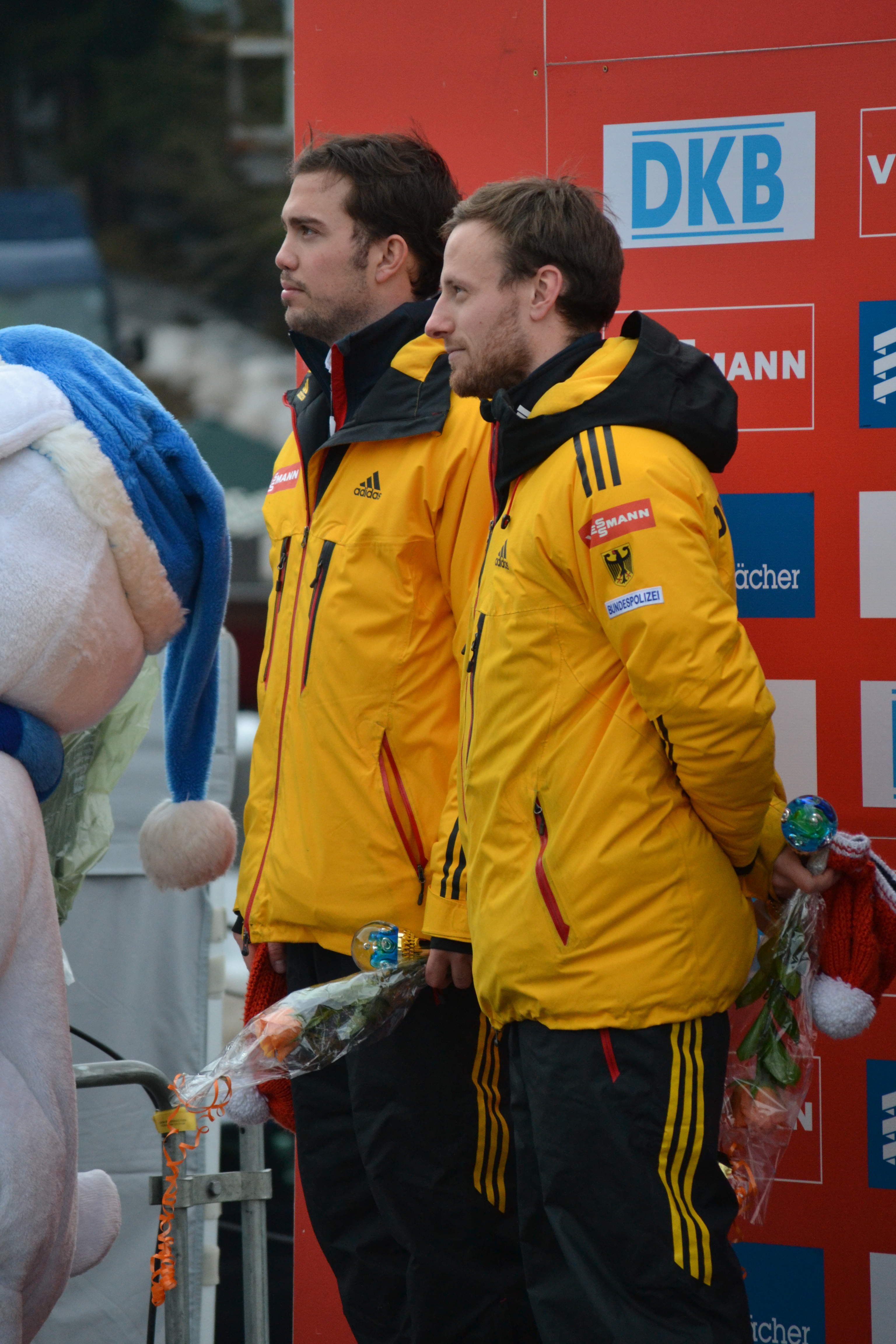
Mit Doppelpartner Tobias Wendl beim Weltcup in Altenberg im Feb. 2015

Im Weltcup tritt das Duo seit dem Ende seit der Saison 2006/07 an. Bei ihrem ersten Rennen in Winterberg fuhren sie auf den 12. Platz. Bei ihren ersten Rennrodel-Weltmeisterschaften 2007 belegten Wendl/Arlt den neunten Rang. Ihre erste Weltcup-Top-Ten-Platzierung erreichten sie zum Auftakt der Folgesaison in Lake Placid als Siebtplatzierte. Am Königssee erreichten sie als Zweitplatzierte hinter Patric Leitner und Alexander Resch mit dem zweiten Platz erstmals eine Podestplatzierung. In der Gesamtwertung belegten sie, nachdem sie in allen Saisonrennen zum Einsatz und auf einstellige Platzierungen kamen, den fünften Platz und etablierten sich endgültig als drittes Rodeldoppel Deutschlands hinter Leitner/Resch und André Florschütz/Torsten Wustlich im Weltcup. Bei den Rennrodel-Weltmeisterschaften 2008 in Oberhof konnten sie hinter Florschütz/Wustlich Silber gewinnen und sorgten dadurch für einen völligen deutschen Triumph bei diesen Weltmeisterschaften. In der Saison 2008/09 etablierten sich Wendl/Arlt endgültig in der Weltspitze und wurden in der Gesamtwertung Vierte. In Oberhof gewannen sie erstmals ein Weltcuprennen. Bei den Weltmeisterschaften in Lake Placid kamen Wendl/Arlt auf Rang sieben. Auch in der Saison 2009/10 wurden Wendl/Arlt Vierte des Gesamtweltcups. In Königssee und Cesana Torinese gewannen sie zwei Weltcuprennen. Beim Höhepunkt der Saison, den Olympischen Winterspielen von Vancouver, wurde das Doppel nicht nominiert, da die beiden deutschen Startplätze an die im Weltcup besser platzierten Doppel Leitner/Resch und Florschütz/Wustlich gesetzt waren. Beide Doppel beendeten nach der Saison ihre Karriere. Damit sind seit der Saison 2010/11 Wendl und Arlt das neue Spitzendoppel Deutschlands im Rennrodeln. In der Saison 2010/11 holten sie neun Weltcupsiege, davon fünfmal in der Staffel. Des Weiteren erreichten sie im Weltcup 12 Podestplatzierungen und gewannen damit den Gesamtweltcup. Bei den Rennrodel-Weltmeisterschaften 2011 in Cesana stürzten sie im ersten Lauf und schieden damit aus. In der folgenden Saison holten sie im Weltcup drei Siege im Doppelsitzer und einen Sieg in der Staffel. Ebenfalls kamen sie viermal auf Platz zwei und dreimal auf Platz drei. Im Januar 2012 holten sie bei den Europameisterschaften in Paramonowo, das zugleich als Weltcuprennen gewertet wurde, im Doppelsitzer und mit der Staffel jeweils die Silbermedaille. Beim Saisonhöhepunkt, den Rennrodel-Weltmeisterschaften 2012 in Altenberg, belegten sie den vierten Platz und verpassten nur knapp eine Medaille. Die Saison beendeten sie auf dem zweiten Platz im Gesamtweltcup.
Zu Beginn der Saison 2012/13 gewannen Wendl/Arlt fünf Weltcuprennen in Folge, bis sie sich beim Weltcuprennen am 12. Januar 2013 in Oberhof, das zugleich als Europameisterschaften gewertet wurde, dem Doppel Eggert/Benecken geschlagen geben mussten. Mit Siegen in den beiden letzten Saisonrennen gewannen sie die Gesamtwertung im Weltcup. Bei den Weltmeisterschaften 2013 in Whistler sicherten sich Wendl/Arlt erstmals den Titelgewinn, den sie auch mit der Teamstaffel erreichten. Im Winter 2013/14 konnten sie mit sechs Siegen erneut die Weltcupwertung gewinnen. Bei den Olympischen Spielen 2014 in Sotschi gewann Tobias Arlt mit seinem Partner Tobias Wendl mit großem Vorsprung die Goldmedaille. Einen Tag später wurde er mit Wendl und den Einsitzer-Fahrern Felix Loch und Natalie Geisenberger in der Team-Staffel erneut Olympiasieger. Dafür wurde er am 8. Mai 2014 von Bundespräsident Joachim Gauck mit dem Silbernen Lorbeerblatt ausgezeichnet. In der Saison 2014/15 errangen sie bei 12 Weltcuprennen 11-mal eine Podestplatzierung, davon sechs Mal der erste Platz. Mit der Staffel siegten sie viermal. Bei den Rennrodel-Weltmeisterschaften 2015 in Sigulda gewannen sie im Doppelsitzer und in der Staffel jeweils die Goldmedaille. Im Gesamtweltcup wurden sie hinter Eggert/Benecken Zweiter mit 16 Punkten Rückstand.
Auch national erreichten Wendl/Arlt Erfolge. Bei den Deutschen Meisterschaften belegten sie 2007 und 2008 den dritten Platz, 2010 wurden sie hinter Florschütz/Wustlich Vizemeister. 2011 konnten sie erstmals den Titel gewinnen. Auch gehörten sie gemeinsam mit Natalie Geisenberger und Felix Loch der siegreichen Team-Staffel an.

## Erfolge

### Olympische Spiele
- 2014 Sotschi:   Doppelsitzer und Team-Staffel
- 2018 Pyeongchang:   Doppelsitzer und Team-Staffel
- 2022 Peking:   Doppelsitzer und Team-Staffel

### Weltmeisterschaften
- 2007 Igls: 9. Platz Doppelsitzer
- 2008 Oberhof:  Doppelsitzer
- 2009 Lake Placid: 7. Platz Doppelsitzer
- 2011 Cesana: DNF (gestürzt) Doppelsitzer
- 2012 Altenberg: 4. Platz Doppelsitzer
- 2013 Whistler:   Doppelsitzer und Team-Staffel
- 2015 Sigulda:   Doppelsitzer und Team-Staffel
- 2016 Königssee:    Doppelsitzer, Sprint und Team-Staffel
- 2017 Igls:  Sprint  Doppelsitzer
- 2019 Winterberg:   Doppelsitzer und Sprint
- 2020 Sotschi:   Doppelsitzer und Sprint
- 2021 Königssee:   Sprint, Doppelsitzer
- 2023 Oberhof:   Sprint, Doppelsitzer

- Für seine sportlichen Erfolge erhielt er 2014, 2018 und 2022 das Silberne Lorbeerblatt.

### Gesamtweltcup
| Saison  | Platz | Punkte |
| ------- | ----- | ------ |
| 2006/07 | 29.   | 057    |
| 2007/08 | 5.    | 0470   |
| 2008/09 | 4.    | 0521   |
| 2009/10 | 4.    | 0526   |
| 2010/11 | 1.    | 0746   |
| 2011/12 | 2.    | 0720   |
| 2012/13 | 1.    | 0827   |
| 2013/14 | 1.    | 0770   |
| 2014/15 | 2.    | 1055   |
| 2015/16 | 1.    | 1037   |
| 2016/17 | 2.    | 0888   |
| 2017/18 | 2.    | 0911   |
| 2018/19 | 3.    | 0790   |
| 2019/20 | 2.    | 0846   |
| 2020/21 | 4.    | 0773   |
| 2021/22 | 3.    | 0796   |
| 2022/23 | 1.    | 1014   |
| 2023/24 | 2.    | 0885   |

### Weltcupsiege
| Nr. | Datum         | Ort                 | Bahn                                              |
| --- | ------------- | ------------------- | ------------------------------------------------- |
| 1.  | 17. Jan. 2009 | Oberhof             | Rennrodelbahn Oberhof                             |
| 2.  | 22. Jan. 2010 | Königssee           | Kombinierte Kunsteisbahn am Königssee             |
| 3.  | 31. Jan. 2010 | Cesana              | Cesana Pariol                                     |
| 4.  | 4. Dez. 2010  | Winterberg          | Bobbahn Winterberg                                |
| 5.  | 10. Dez. 2010 | Calgary             | Bob- und Rennschlittenbahn im Canada Olympic Park |
| 6.  | 5. Jan. 2011  | Königssee           | Kunsteisbahn Königssee                            |
| 7.  | 15. Jan. 2011 | Oberhof             | Rennrodelbahn Oberhof                             |
| 8.  | 16. Dez. 2011 | Calgary             | Bob- und Rennschlittenbahn im Canada Olympic Park |
| 9.  | 5. Jan. 2012  | Königssee           | Kunsteisbahn Königssee                            |
| 10. | 21. Jan. 2012 | Winterberg          | Bobbahn Winterberg                                |
| 11. | 24. Nov. 2012 | Innsbruck-Igls      | Olympia Eiskanal Igls                             |
| 12. | 1. Dez. 2012  | Königssee           | Kunsteisbahn Königssee                            |
| 13. | 8. Dez. 2012  | Altenberg           | Rennschlitten- und Bobbahn Altenberg              |
| 14. | 15. Dez. 2012 | Sigulda             | Rennrodel- und Bobbahn Sigulda                    |
| 15. | 15. Jan. 2013 | Königssee           | Kunsteisbahn Königssee                            |
| 36. | 9. Feb. 2013  | Lake Placid         | Olympia-Bobbahn Lake Placid                       |
| 17. | 23. Feb. 2013 | Sotschi             | Sliding Center Sanki                              |
| 18. | 18. Nov. 2013 | Lillehammer         | Bob- und Rennschlittenbahn Hunderfossen           |
| 19. | 30. Nov. 2013 | Winterberg          | Bobbahn Winterberg                                |
| 20. | 6. Dez. 2013  | Whistler            | Whistler Sliding Centre                           |
| 21. | 13. Dez. 2013 | Park City           | Bobbahn Park City                                 |
| 22. | 4. Jan. 2014  | Königssee           | Kunsteisbahn Königssee                            |
| 23. | 18. Jan. 2014 | Altenberg           | DKB-Eiskanal                                      |
| 24. | 24. Dez. 2014 | Calgary (Sprint)    | Bob- und Rennschlittenbahn im Canada Olympic Park |
| 25. | 3. Jan. 2015  | Königssee           | Kunsteisbahn Königssee                            |
| 26. | 17. Jan. 2015 | Oberhof             | Rennrodelbahn Oberhof                             |
| 27. | 31. Jan. 2015 | Lillehammer         | Bob- und Rennschlittenbahn Hunderfossen           |
| 28. | 21. Feb. 2015 | Altenberg           | DKB-Eiskanal                                      |
| 29. | 28. Feb. 2015 | Sotschi             | Sliding Center Sanki                              |
| 30. | 12. Dez. 2015 | Park City           | Bobbahn Park City                                 |
| 31. | 19. Dez. 2015 | Calgary (Sprint)    | Bob- und Rennschlittenbahn im Canada Olympic Park |
| 32. | 9. Jan. 2016  | Sigulda             | Rennrodel- und Bobbahn Sigulda                    |
| 33. | 17. Jan. 2016 | Oberhof             | Rennrodelbahn Oberhof                             |
| 34. | 17. Jan. 2016 | Oberhof (Sprint)    | Rennrodelbahn Oberhof                             |
| 35. | 6. Jan. 2017  | Sotschi             | Sliding Center Sanki                              |
| 37. | 5. Jan. 2017  | Königssee           | Kunsteisbahn Königssee                            |
| 38. | 4. Feb. 2017  | Oberhof             | Rennrodelbahn Oberhof                             |
| 39. | 26. Nov. 2017 | Winterberg (Sprint) | Bobbahn Winterberg                                |
| 40. | 7. Jan. 2018  | Königssee           | Kunsteisbahn Königssee                            |
| 41. | 7. Dez. 2018  | Calgary             | Bob- und Rennschlittenbahn im Canada Olympic Park |
| 42. | 9. Feb. 2019  | Oberhof             | Rennrodelbahn Oberhof                             |
| 43. | 30. Nov. 2019 | Lake Placid         | Olympia-Bobbahn Lake Placid                       |
| 44. | 1. Feb. 2020  | Oberhof             | Rennrodelbahn Oberhof                             |
| 45. | 19. Dez. 2020 | Winterberg          | Bobbahn Winterberg                                |
| 46. | 1. Jan. 2022  | Winterberg          | Bobbahn Winterberg                                |
| 47. | 17. Dez. 2022 | Park City (Sprint)  | Bobbahn Park City                                 |
| 48. | 14. Jan. 2023 | Sigulda             | Rennrodel- und Bobbahn Sigulda                    |
| 49. | 11. Feb. 2023 | Winterberg          | Bobbahn Winterberg                                |
| 50. | 12. Feb. 2023 | Winterberg (Sprint) | Bobbahn Winterberg                                |
| 51. | 18. Feb. 2023 | St. Moritz          | Olympia Bob Run St. Moritz–Celerina               |
| 52. | 25. Feb. 2023 | Winterberg          | Bobbahn Winterberg                                |
| 53. | 15. Dez. 2023 | Whistler            | Whistler Sliding Centre                           |

| Nr. | Datum         | Ort            | Bahn                                                 |
| --- | ------------- | -------------- | ---------------------------------------------------- |
| 1.  | 17. Jan. 2009 | Oberhof        | Rennrodelbahn Oberhof 1                              |
| 2.  | 25. Jan. 2009 | Altenberg      | Rennschlitten- und Bobbahn Altenberg 2               |
| 3.  | 6. Dez. 2009  | Altenberg      | Rennschlitten- und Bobbahn Altenberg 3               |
| 4.  | 3. Jan. 2010  | Königssee      | Kunsteisbahn Königssee 3                             |
| 5.  | 10. Jan. 2010 | Winterberg     | Bobbahn Winterberg 4                                 |
| 6.  | 28. Nov. 2010 | Innsbruck-Igls | Kunsteisbahn Bob-Rodel Igls 5                        |
| 7.  | 5. Dez. 2010  | Winterberg     | Bobbahn Winterberg 6                                 |
| 8.  | 6. Jan. 2011  | Königssee      | Kunsteisbahn Königssee 1                             |
| 9.  | 16. Jan. 2011 | Oberhof        | Rennrodelbahn Oberhof 3                              |
| 10. | 23. Jan. 2011 | Altenberg      | Rennschlitten- und Bobbahn Altenberg 3               |
| 11. | 22. Jan. 2012 | Winterberg     | Bobbahn Winterberg 7                                 |
| 12. | 25. Nov. 2012 | Innsbruck-Igls | Kunsteisbahn Bob-Rodel Igls 9                        |
| 13. | 9. Dez. 2012  | Altenberg      | DKB-Eiskanal 9                                       |
| 14. | 16. Dez. 2012 | Sigulda        | Rennrodel- und Bobbahn Sigulda 9                     |
| 15. | 9. Jan. 2013  | Königssee      | Kunsteisbahn Königssee 2                             |
| 16. | 9. Feb. 2013  | Lake Placid    | Olympia-Bobbahn Lake Placid 10                       |
| 17. | 24. Feb. 2013 | Sotschi        | Sliding Center Sanki 5                               |
| 18. | 7. Dez. 2013  | Whistler       | Whistler Sliding Centre 9                            |
| 19. | 14. Dez. 2013 | Park City      | Bobbahn Park City 9                                  |
| 20. | 5. Jan. 2014  | Königssee      | Kunsteisbahn Königssee 9                             |
| 21. | 4. Jan. 2015  | Königssee      | Kunsteisbahn Königssee 9                             |
| 22. | 18. Jan. 2015 | Oberhof        | Rennrodelbahn Oberhof 9                              |
| 23. | 1. Feb. 2015  | Lillehammer    | Bob- und Rennschlittenbahn Hunderfossen 11           |
| 24. | 28. Feb. 2015 | Sotschi        | Sliding Center Sanki 11                              |
| 25. | 10. Jan. 2016 | Sigulda        | Rennrodel- und Bobbahn Sigulda 3                     |
| 26. | 6. Jan. 2017  | Königssee      | Kunsteisbahn Königssee 10                            |
| 27. | 5. Feb. 2017  | Oberhof        | Rennrodelbahn Oberhof 9                              |
| 28. | 8. Dez. 2018  | Calgary        | Bob- und Rennschlittenbahn im Canada Olympic Park 12 |
| 29. | 2. Feb. 2020  | Oberhof        | Rennrodelbahn Oberhof 13                             |
| 30. | 19. Feb. 2023 | St. Moritz     | Olympia Bob Run St. Moritz–Celerina 14               |
| 31. | 16. Dez. 2023 | Whistler       | Whistler Sliding Centre 15                           |
| 32. | 7. Jan. 2024  | Winterberg     | Bobbahn Winterberg 16                                |
| 33. | 3. März 2024  | Sigulda        | Rennrodel- und Bobbahn Sigulda 17                    |